# 五甲交流道
五甲交流道為臺灣國道一號的交流道，指標為372k，位於高雄市鳳山區一甲（近五甲），原本僅在主線設北上出口與南下入口，後來國道一號拓寬後，於主線兩側設置集散道，可連結三商街、鳳南路、南華路（市道188號）、直行接臨海路往五甲路（市道183號）及瑞隆東路等主要道路往鳳山市區、五甲、中崙、過埤及前鎮崗山仔等地區主要聯外交流道。車輛若從漁港路、中山四路接高速公路北上前往鳳山，須在末端匝道上來提前靠右。
主線371.3K處設有立體交叉匝道（貨櫃專用道），規劃屬高雄端，可通往中安路、中山四路（台17線）前往高雄國際機場，中安高架橋、中平路、貨櫃專用道可前往金福路接過港隧道；此專用道由國道一號連通高雄國際機場、國際港，因此稱為三國通道。

上述交流道與三國通道、國道末端延伸線之匝道互相連結，使得五甲交流道的交通動線日趨複雜。
|      | 372 五甲 | 南下 | 金福路 | 金福路 |
| 北上 | 372 五甲 |      | 鳳山   |        |

## 外部連結
- 國道一號五甲交流道示意圖 （页面存档备份，存于）（交通部高速公路局）

1. ↑  南華路、三商街各有南下入口。
2. ↑  高雄港聯外高架通車 客、貨車分流。，2015年12月28日，中國時報